# Lawn bowls

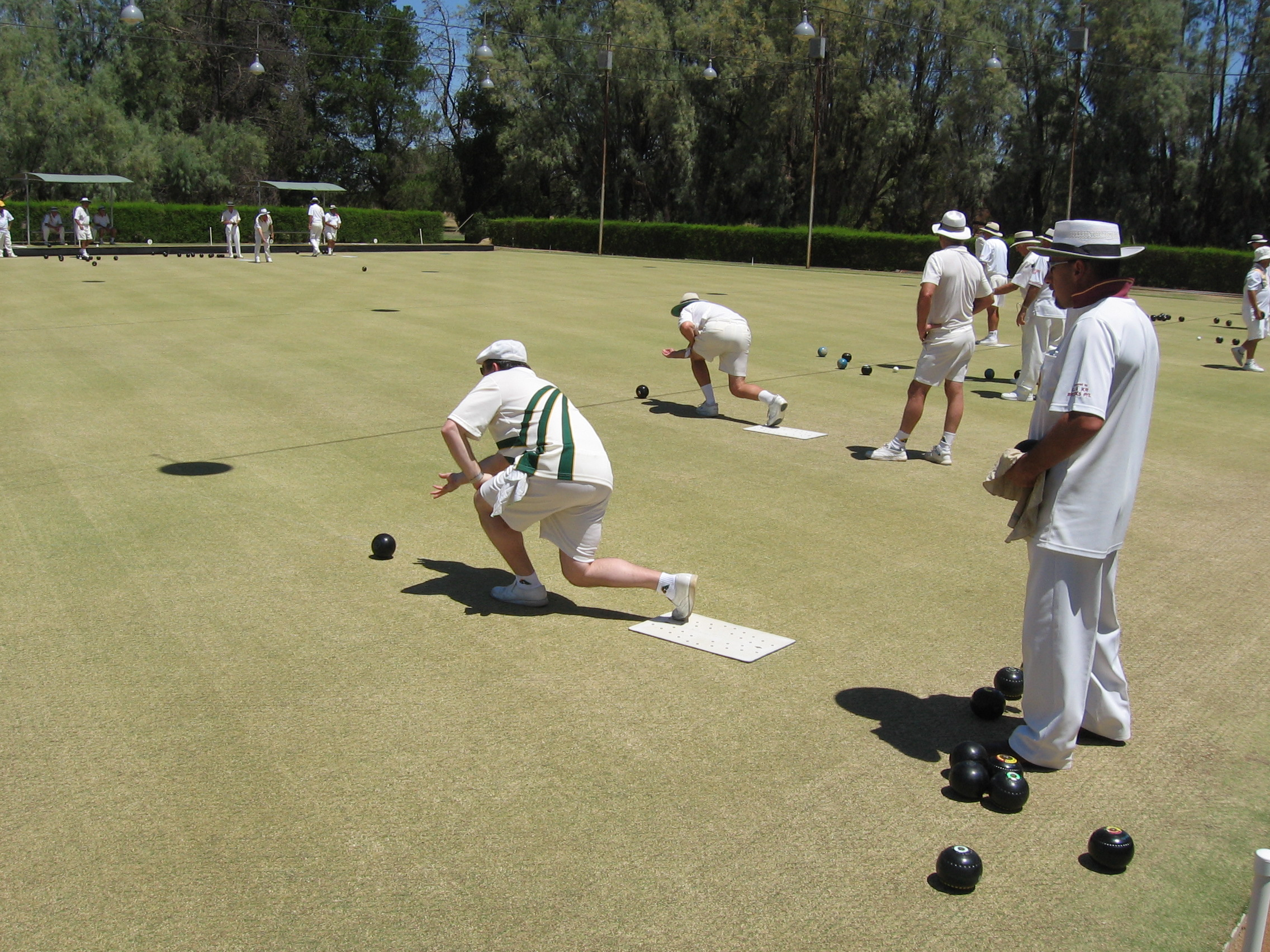
Torneio de lawn bowls realizado na Austrália.

Bowls, também chamado lawn bowls, ou, ainda, lawn bowling (boliche de grama) é um esporte de precisão no qual o objetivo é colocar uma bola assimétrica (chamada bowl) mais próxima de uma bola branca (chamada jacky ou kitty ou sweetie). É praticada em várias superfícies (ao ar livre ou cobertas). Faz parte da família de esportes de boliche.
Lawn bowls é parecido com bocha e petanca e é mais popular em países da Comunidade Britânica, como Austrália, Canadá, Nova Zelândia e Reino Unido.

## Lawn Bowls no Brasil
No Brasil são conhecidos 3 locais com quadras para a prática do esporte, um em São Paulo (São Paulo Athletic Club) e dois no Rio de Janeiro (Paissandu Athletic Club e Barra Bali Bowls Club).